# All Out Life
All Out Life è un singolo del gruppo musicale statunitense Slipknot, pubblicato il 31 ottobre 2018.

## Descrizione
Si tratta del primo brano del gruppo in quattro anni. Secondo quanto dichiarato dal frontman Corey Taylor:
Nonostante una frase del suo ritornello abbia fornito il titolo dell'album, il brano non è stato inserito in We Are Not Your Kind, apparendo tuttavia come bonus track nell'edizione giapponese.

## Video musicale
Il video è stato diretto da Shawn "Clown" Crahan, percussionista e corista del gruppo.

## Tracce
Download digitale
1. All Out Life – 5:40

7"
- Lato A

1. All Out Life – 5:40

- Lato B

1. Unsainted – 4:20

## Formazione
- Shawn Crahan – percussioni, cori
- Jay Weinberg – batteria
- Chris Fehn – percussioni, cori
- Sid Wilson – giradischi
- Mick Thomson – chitarra
- Craig Jones – campionatore, tastiera
- Jim Root – chitarra
- Alessandro Venturella – basso
- Corey Taylor – voce

## Classifiche
| Classifica (2018)                | Posizione massima |
| -------------------------------- | ----------------- |
| Regno Unito                      | 99                |
| Regno Unito (rock & metal)       | 7                 |
| Stati Uniti (hard rock digital)  | 1                 |
| Stati Uniti (mainstream rock)    | 17                |
| Stati Uniti (rock & alternative) | 15                |
| Ungheria                         | 21                |